# スパニチ!!
『スパニチ!!』は、TBSテレビにて2010年10月24日から日曜日14:00 - 14:54に放送されている単発特別番組枠の名称である。英字表記は「SUPER SUNDAY（スーパーサンデー）」。

## 概要
TBSで単発的に放送される実験的なスペシャル番組枠。タイトルは2010年4月から2012年9月まで放送されていたゴールデンタイムの単発特別番組枠『スパモク!!』に習ったもの。

## ネット局
基本的に同時ネット局はないが、番組販売で各局に遅れネットされるケースが多い。また、下記の時間通りに放送されない場合や、『スパニチ!!』という枠タイトルにもかかわらず土曜日に放送されるケースも多々見受けられる。
| 放送対象地域 | 放送局          | 放送時間           | 備考       |
| ------------ | --------------- | ------------------ | ---------- |
| 関東広域圏   | TBSテレビ (TBS) | 日曜 14:00 - 14:54 | 番組制作局 |

## 放送された番組

### 2010年
| 放送日   | 企画                               | 備考                  |
| -------- | ---------------------------------- | --------------------- |
| 10月24日 | あなたの知らない僕らのウマめし大賞 | 14:00 - 15:24に放送。 |
| 10月31日 | 日本人が今知りたい100のコト        |                       |
| 12月5日  | 妻と罰                             |                       |
| 12月12日 | ジュニアラマタの世界ウィット遺産2  |                       |

### 2011年
| 放送日   | 企画                                                     | 備考                        |
| -------- | -------------------------------------------------------- | --------------------------- |
| 1月23日  | 英才教育TV                                               | 14:00 - 15:00に放送。       |
| 1月30日  | 妻と罰                                                   |                             |
| 2月6日   | チェック・ザ・ボディ                                     | 14:30 - 15:24に放送。       |
| 2月13日  | クチコミ☆シュラン                                        |                             |
| 2月27日  | 美欲のアントワNET                                        |                             |
| 3月6日   | アメリカを笑わせろ!!FROM JAPAN                           |                             |
| 3月27日  | 芸能人が見た!投稿!天然マジかよ!?スクープ                 |                             |
| 4月17日  | タカトシ☆ブラマヨの友達になりたい!                       |                             |
| 5月4日   | 私の何がイケないの?                                      | 水曜日13:55 - 14:55に放送。 |
| 5月29日  | 尾行ズ I love you2                                       |                             |
| 6月5日   | 船越決死隊                                               |                             |
| 6月12日  | おしゃべり大奥                                           | 14:00 - 15:24に放送。       |
| 6月18日  | ハダカの王様                                             | 土曜日に放送。              |
| 7月3日   | キョクターン                                             |                             |
| 7月10日  | 問王〜トウキング〜                                       |                             |
| 7月17日  | ドラマクイズ名探偵は君だ!                                |                             |
| 7月31日  | NEWSのウラネタ!                                          |                             |
| 8月6日   | なんだ君は!?TV                                           | 土曜日16:00 - 16:54に放送。 |
| 8月7日   | 世界のみんなに聞いてみた                                 | 15:00 - 15:54に放送。       |
| 8月28日  | 日本列島!ダジャレっとう!!                                |                             |
| 9月4日   | 情報落札バラエティ ザ・トークション                      |                             |
| 10月2日  | ラブネプ                                                 | 14:00 - 15:00に放送。       |
| 11月26日 | 対戦カードクイズ!かるたん!                               | 土曜日16:00 - 16:54に放送。 |
| 12月3日  | 明石家さんまが本気であすにでも住みたい街を探す旅inハワイ | 土曜日14:00 - 15:24に放送。 |
| 12月10日 | タカトシの赤坂ゴールデン街                               | 土曜日15:00 - 15:54に放送。 |

### 2012年
| 放送日   | 企画                                        | 備考                        |
| -------- | ------------------------------------------- | --------------------------- |
| 1月15日  | クイズ!イチガン                             |                             |
| 2月19日  | セレブレーション                            | 15:30 - 16:24に放送。       |
| 3月17日  | なるほど!ココロン!                          | 土曜日15:00 - 15:54に放送。 |
| 5月6日   | ダジャレん坊将軍!                           |                             |
| 5月13日  | ハッピーエンド                              | 14:00 - 15:24に放送。       |
| 5月20日  | 未知との遭遇                                | 15:00 - 15:54に放送。       |
| 5月27日  | 頓知創造                                    |                             |
| 6月24日  | 芸能人の○○勝手に調べちゃいましたTV          |                             |
| 7月29日  | 東京VS46道府県                              | 14:00 - 15:24に放送。       |
| 8月12日  | GARAGE SALE                                 |                             |
| 9月15日  | THEプレッシャー                             | 土曜日に放送。              |
| 9月16日  | ここだけバブル!芸能人の派手な領収書ダービー |                             |
| 9月23日  | 雨あがり嫁ざかり                            | 14:00 - 15:24に放送。       |
| 10月20日 | 脳肉バトル!アタマッチョ                     | 土曜日14:00 - 15:24に放送。 |
| 10月27日 | THE TIMER                                   | 土曜日に放送。              |
| 11月10日 | 賞品争奪!横取りエンターテイメント家族クイズ | 土曜日16:00 - 16:54に放送。 |
| 12月23日 | これが芸能人の領収書だ!                     |                             |

### 2013年
| 放送日   | 企画                                        | 備考                        |
| -------- | ------------------------------------------- | --------------------------- |
| 1月19日  | 子供に聞かせたい「お金儲け」の話をしよう。  | 土曜日15:00 - 15:54に放送。 |
| 2月16日  | どっちの雑誌バトル!                         | 土曜日に放送。              |
| 2月17日  | え!これ知らなかったの?                      | 14:00 - 15:00に放送。       |
| 3月24日  | 可能商店                                    | 14:00 - 15:00に放送。       |
| 3月31日  | わたし、イタ親ですか?芸能界ママ友大集合SP   | 14:00 - 15:00に放送。       |
| 4月21日  | 女医が解決!ベストアンサー                   | 14:00 - 15:00に放送。       |
| 5月12日  | みのもんたの緊急ナマ電話 母の日だよ太っ腹TV | 14:00 - 15:00に放送。       |
| 5月26日  | 子供に聞かせたい「お金儲け」の話をしよう。  | 14:00 - 15:00に放送。       |
| 6月23日  | 100秒博士アカデミー                         | 14:00 - 15:30に放送。       |
| 7月27日  | 年収格差別!お金バラエティ ピラミッド        | 土曜日14:00 - 15:00に放送。 |
| 7月27日  | 同窓会                                      | 土曜日15:00 - 15:54に放送。 |
| 9月15日  | 世界の秘境で日本料理 辺境食材で絶品和食!    | 14:00 - 15:00に放送。       |
| 10月27日 | 日本の出番!                                 | 14:00 - 15:00に放送。       |
| 11月30日 | 1000人の困ったちゃん                        | 土曜日15:30 - 16:30に放送。 |
| 12月8日  | あの町はなんで1位なの?                      | 14:00 - 15:00に放送。       |
| 12月21日 | ハンドメイドニッポン                        | 土曜日に放送。              |
| 12月22日 | 一日食堂                                    | 14:00 - 15:00に放送。       |

### 2014年
| 放送日   | 企画                                                       | 備考                        |
| -------- | ---------------------------------------------------------- | --------------------------- |
| 3月2日   | 芸能人パパが子どもに絶対見せたい地球絶景                   | 14:00 - 15:00に放送。       |
| 3月16日  | 日本おもてなしツアーズ                                     | 14:00 - 15:00に放送。       |
| 3月30日  | トコトン掘り下げ隊!生き物にサンキュー!!                    | 14:00 - 15:00に放送。       |
| 4月27日  | ごちそうデリバリー                                         | 14:00 - 15:00に放送。       |
| 5月17日  | 旅に出ても?いい友                                          | 土曜日に放送。              |
| 5月17日  | ファイト!YOUたち〜ジャニーズJr．NO．1決定戦                | 土曜日15:00 - 15:54に放送。 |
| 6月8日   | よっ!日本の社長                                            | 14:00 - 15:00に放送。       |
| 6月14日  | タカトシWADAIの王国                                        | 土曜日14:00 - 15:00に放送。 |
| 6月21日  | クイズウォーズ                                             | 土曜日14:00 - 15:00に放送。 |
| 6月22日  | 天才クイズランド                                           | 14:00 - 15:00に放送。       |
| 6月28日  | バナナマンのせっかくグルメ!!                               | 土曜日14:00 - 15:00に放送。 |
| 8月24日  | 世界で宿題を解いてみた                                     | 14:00 - 15:00に放送。       |
| 10月5日  | バナナマンのせっかくグルメ!!                               | 14:00 - 15:24に放送。       |
| 10月12日 | 世にも不思議なランキングSHOW なんでランクインしたんですか? | 14:00 - 15:30に放送。       |
| 11月1日  | 大後悔時代〜失敗から学ぶテレビ                             | 土曜日14:00 - 15:00に放送。 |
| 11月2日  | オクノテ!                                                  | 14:00 - 15:00に放送。       |
| 12月7日  | この差って何ですか?                                        |                             |
| 12月13日 | ニッポンを食べよう!                                        | 土曜日15:00 - 15:54に放送。 |

### 2015年
| 放送日   | 企画                                                    | 備考                        |
| -------- | ------------------------------------------------------- | --------------------------- |
| 1月4日   | 世界に届ける 出張!おふくろゴハン                        | 15:00 - 15:54に放送。       |
| 2月8日   | キスマイハンドレッド                                    |                             |
| 3月8日   | 世にも不思議なランキング なんで?なんで?なんで?          | 14:00 - 15:00に放送。       |
| 3月15日  | 天才クイズランド                                        | 14:00 - 15:00に放送。       |
| 3月28日  | とれたて!旬ごはん                                       | 土曜日に放送。              |
| 3月29日  | オクノテ                                                | 14:00 - 15:00に放送。       |
| 4月19日  | 涙の感動ドキュメント 5人のスポーツバカが東大を受験する! | 14:00 - 15:00に放送。       |
| 6月14日  | 日本を今一度洗濯し候。                                  | 14:00 - 15:30に放送。       |
| 6月20日  | 夫婦対抗!愛のバトランド                                 | 土曜日14:00 - 15:00に放送。 |
| 6月20日  | 棚からボタ餅TV                                          | 土曜日15:00 - 15:54に放送。 |
| 6月20日  | ザ・限定映像SHOW                                        | 土曜日16:00 - 16:54に放送。 |
| 6月21日  | 芸能界リアル友達SHOW トライアングルゲーム               | 16:00 - 17:00に放送。       |
| 6月28日  | 世の中ナメてました!!反省します 感謝×女子                |                             |
| 7月4日   | カリスマの宿題                                          | 土曜日14:00 - 15:00に放送。 |
| 7月19日  | 特捜まさかのオーメン                                    | 14:00 - 15:00に放送。       |
| 8月23日  | がけっぷち合宿                                          | 14:00 - 15:30に放送。       |
| 8月30日  | 人生変わる片付けTV 8割捨てる!極少生活                   | 14:00 - 15:00に放送。       |
| 8月30日  | 僕たちのホームステイ                                    | 15:00 - 16:00に放送。       |
| 9月19日  | 人のプレーを笑うな                                      | 土曜日15:00 - 15:54に放送   |
| 10月31日 | リズムQ ピンポンブー！                                  | 土曜日14:00 - 15:00に放送   |
| 11月7日  | バナナマンのせっかくグルメ!!                            | 土曜日15:30 - 17:00に放送   |
| 11月14日 | ニッポン密着24時 ザ・ミステリータイム                   | 土曜日16:00 - 17:00に放送   |
| 11月29日 | 今だから話せます 〜スポーツ劇的人生物語〜               | 14:00 - 15:30に放送         |
| 12月26日 | 珍種目No.1は誰だ!? ピラミッド・ダービー                 | 土曜日14:00 - 15:24に放送   |
| 12月26日 | 芸能人母校対抗！！スポーツNo1高校は俺たちだ！！         | 土曜日15:30 - 16:30に放送   |

### 2016年
| 放送日  | 企画                                                         | 備考                      |
| ------- | ------------------------------------------------------------ | ------------------------- |
| 1月17日 | おいしいカラダ                                               | 14:00 - 15:00に放送。     |
| 3月13日 | 眠くならない教科書                                           | 14:00 - 15:00に放送。     |
| 3月20日 | 所さんのワールドデリバリー                                   | 14:00 - 15:00に放送。     |
| 3月26日 | クイズものしりさん                                           | 土曜日14:00 - 15:24に放送 |
| 3月26日 | クイズ！ボンバーワン                                         | 土曜日15:30 - 17:00に放送 |
| 3月27日 | 鶴瓶×マツコおじゃまします                                    | 14:00 - 15:30に放送       |
| 6月18日 | クイズ！ニューロンの方程式！                                 | 土曜日14:00 - 15:00に放送 |
| 7月9日  | EYEQパーク                                                   | 土曜日14:00 - 15:00に放送 |
| 10月8日 | 「開運！運命のトビラ」史上最強スピリチュアルカウンセラー集結 | 土曜日15:30 - 16:24に放送 |

## レギュラー昇格となった番組
- 妻と罰

2011年1月10日より月曜23:50 - 24:50に放送。同年3月21日に終了。
- 世界のみんなに聞いてみた

2011年10月12日より水曜23:50 - 24:50に放送。2012年3月21日で終了。
- 私の何がイケないの?

2011年10月20日から2012年3月22日まで木曜23:50 - 24:20に放送され、2012年10月8日より月曜19:00 - 20:00で放送再開。
- タカトシの赤坂ゴールデン街

2012年4月11日より水曜23:50 - 24:50に『タカトシの時間ですよ!』と改題して放送。同年9月26日で終了。
- クイズ!イチガン

2012年4月20日より金曜24:20 - 24:50に放送。同年6月末に終了予定ではあったが、7月27日で終了。
- なんだ君は!?TV

2012年7月30日より月曜23:50 - 24:20に放送。同年10月29日で終了。
- ハッピーエンド

2012年10月17日より水曜23:50 - 24:20に放送。2013年1月8日より火曜23:50 - 24:20に移動。同年3月26日で終了。
- THEプレッシャー

2013年1月2日の16:30 - 17:45に『進撃のヒーロー』に改題してパイロット版を放送。その後、同年1月16日より水曜23:50 - 24:20に放送。同年3月20日で終了。
- 100秒博士アカデミー

2013年10月22日より火曜22:00 - 22:54に放送。2014年3月11日で終了。
- トコトン掘り下げ隊!生き物にサンキュー!!

2014年5月7日より水曜19:00 - 19:56に放送。
- タカトシWADAIの王国

2014年7月24日より木曜日23:53 - 24:41に放送。2015年3月26日で終了。
- 日本の出番!

2014年10月21日より火曜19:00 - 19:56に『所さんのニッポンの出番!』と改題して放送。
- この差って何ですか?

2015年4月12日より日曜日19:00 - 19:57に放送。
- 世にも不思議なランキングSHOW なんでランキングしたんですか?

2015年1月2日の16:30 - 17:45にパイロット版を放送、そして同年4月より『世にも不思議なランキング なんで?なんで?なんで?』と改題し、長期に渡って放送されたドラマ枠『ナショナルゴールデンアワー→ナショナル劇場→パナソニック ドラマシアター→月曜ミステリーシアター』に代わって、月曜20:00 - 20:54で放送。同年12月7日で終了。
- バナナマンのせっかくグルメ!!

2015年4月21日より火曜0:41 - 1:11に放送。同年7月6日で終了。
2016年10月より日曜18:30 - 18:55に放送。
- 珍種目No.1は誰だ!? ピラミッド・ダービー

2016年4月より日曜19:56 - 20:54に放送。